# Ташлыкуль (Мелеузовский район)
Ташлыкуль (баш. Ташлыкүл) — деревня в Мелеузовском районе Башкортостана, входит в состав Мелеузовского сельсовета.

## Географическое положение

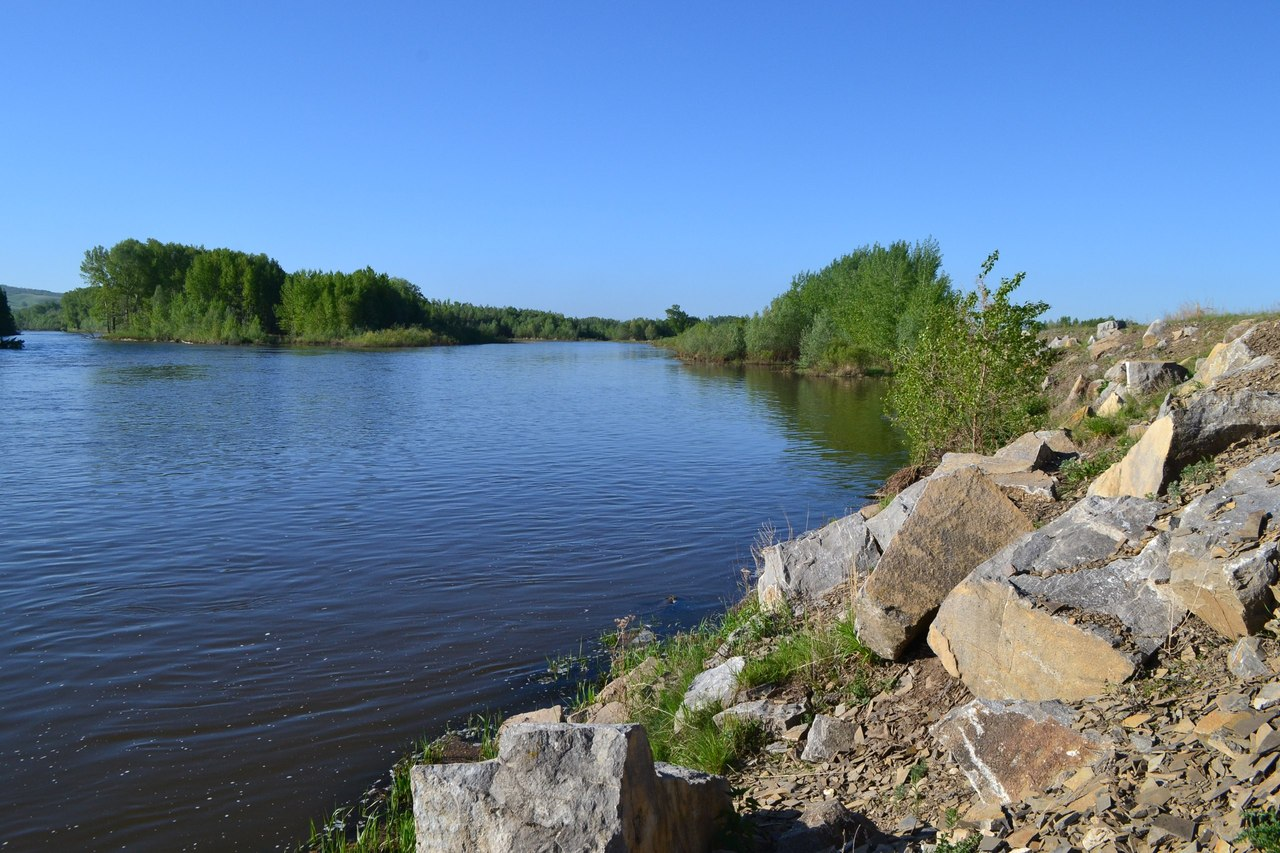
Берег Агидели возле деревни Ташлыкуль

Находится на берегу реки Белой (Агидель).
Расстояние до:
- районного центра (Мелеуз): 6 км,
- центра сельсовета (Каран): 4 км,
- ближайшей ж/д станции (Мелеуз): 6 км.

#### Климат
Климат умеренно континентальный, с холодной зимой и жарким летом.
- Среднегодовая температура воздуха: + 4,6 °C;
- Относительная влажность воздуха: 72,0 %;
- Средняя скорость ветра: 3,9 м/с;

## Население
| 2002 | 2009 | 2010 |
| ---- | ---- | ---- |
| 70   | ↗178 | ↘141 |

Национальный состав
Согласно переписи 2002 года, преобладающая национальность — башкиры (92 %).

## Религия

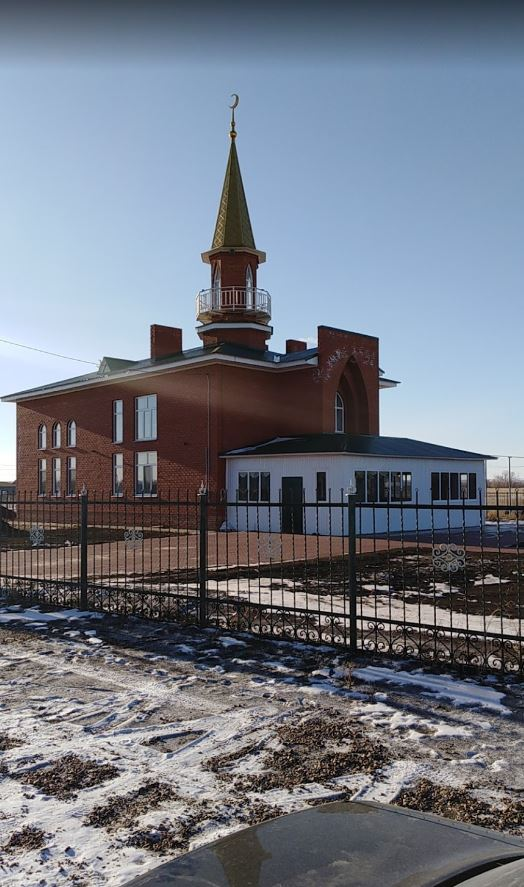
Мечеть в Ташлыкуле

В деревне находится мечеть, построенная суфийским шейхом Абдурафиком Мурдашевым.
Одна из улиц деревни — улица Зайнуллы Расулова — названа в честь известного российского религиозного деятеля, ишана Зайнуллы Расулова.